# Notoligotrichum mexicanum
Notoligotrichum mexicanum là một loài Rêu trong họ Polytrichaceae. Loài này được (G.L. Sm.) G.L. Sm. mô tả khoa học đầu tiên năm 1971.